# Йоахім Втевал
Йоахім Антоніз Втевал (нід. Joachim Wtewael, 1566 — 1 серпня 1638) — голландський художник, представник північного Відродження, писав у стилі маньєризму. Також прізвище іноді пишеться як Ейтевал або Ютеваль.

## Життєпис
Походив з родини граверів. Народився в Утрехті у 1566 році у родині Антоніза Янза. Спочатку навчався гравюрі по склу під керівництвом батька. Потім навчався у відомого художника Йооса де Беера. В 1586–1592 року здійснив подорож за кордон. У 1586–1588 роках у місті Падуя (Італія) вивчав роботи майстрів доби Відродження. У 1588 році вступив на службу до єпископа Сен-Мало, з яким перебирається до Франції. 1591 року повертається до рідного міста, де стає членом гільдії св. Луки.
Незабаром стає доволі відомим художником та поважним членом міської громади. У 1630 році обирається членом міської ради. Йоахім Втевал помер в Утрехті 1 серпня 1638 року. Справу продовжив син художника Пітер Втевал (1596—1660).

## Творчість
Розквіт Утрехтського живопису XVII століття безпосередньо пов'язаний з ім'ям Йоахіма Втевала, стиль якого відзначений італійським впливом, одночасно романтико-героїчним і реалістичним (в портреті).
Живопис Ейтевала відрізняє помітний маньєристичних стиль, трохи штучний і хворобливий. Його роботи відрізняються від творів його гарлемських однодумців насамперед яскравішим і строкатим колоритом.
У картинах Йоахіма Втеваля зазвичай головна сцена відсунута далеко вглиб композиції, а весь передній план художник населяє другорядними персонажами або натовпом глядачів, зображених в манірних, зламаних позах, відкриті червоні, сині і жовті кольори одягів яких, створюють ошатне, дивацьке видовище.
Втевал створив багато картин і малюнків на сюжет міфологічних та і біблейських історій — «Персей і Андромеда» (1611 рік, Лувр, Париж), «Заручини Пелея і Фетіди» (1602 рік, Музей герцога Антона Ульріха, Брауншвейг), «Кефал і Прокріда» (1600 рік, Музей, Сент-Луїс). Деякі міфологічні картини написані в жартівливій манері «Марс і Венера в любовних утіхах, заскочені богами», «Марс і Венера в любовній грі, заскочені чоловіком Венери Вулканом».
Для картин Йоахіма Ейтевала з витонченими фігурами в навмисно перекручених позах характерні зеленувато-сріблясті і блакитно-сині кольори. Найкращі портрети голландського художника Йоахіма Втевала, зокрема «Автопортрет», зберігаються в музеї міста Утрехта.